# Contrastgevoeligheid
De contrastgevoeligheid is het vermogen van het oog om verschillen in kleurintensiteit (het contrast) in het gezichtsveld waar te nemen. Een voorbeeld van contrastverschil zijn letters die op zwart papier goed leesbaar zijn tegen een witte achtergrond: Hoe groter het contrast, des te beter zijn de letters te lezen. Bij slechtzienden kan dit vermogen door een oogziekte zijn aangedaan, waardoor ze last hebben van een verminderde contrastgevoeligheid.

## Contrastgevoeligheidstest
In de oogheelkunde kan de contrastgevoeligheid worden gemeten, om deze van invloed is op het gezichtsvermogen (de visus).
Bij het meten van de visus kan men het leesobject met verschillende lichtintensiteiten belichten. De visus kan onder verschillende lichtomstandigheden gemeten worden: bij normale (fotopisch), middelmatige (mesopisch of lage (scotopische of donkere) lichtomstandigheiden.
Bij een contrastgevoeligheidstest wordt de visus gemeten onder deze verschillende lichtomstandigheden, waarbij de helderheid van het licht in candelas per mm² worden uitgedrukt. Een voorbeeld van zo'n test is de Pelli-Robinson contrastgevoeligheidstest.

## Pathologische vermindering van de contrastgevoeligheid
De contrastgevoeligheid neemt af bij ouderen, onder andere doordat de lens vertroebelt (cataract) en de fotoreceptoren degenereren.